# Skanda (Buddhismus)
Skanda wird im chinesischen Buddhismus als ein geweihter Wächter des Dharma und als ein Bodhisattva angesehen. Er ist einer der vierundzwanzig himmlischen Wächter. Skanda ist der Kopf dieser dreiundzwanzig himmlischen Wächter. Er dient den Vier Himmelskönigen.
In den meisten chinesischen Tempeln steht ein Bild von Skanda neben einem Guanyin oder Buddhabildnis. Er steht links von dem Bild. Sangharamas Bild steht dann rechts von dem Guanyin oder Buddhabild. 
In chinesischen Sutren steht eine Abbildung von Skanda am Ende der Sutra. Er erinnert die Menschen daran, dass Skanda die buddhistische Lehre beschützt und bewahrt.
Legenden zufolge war Skanda der Sohn eines tugendhaften Königs, der sehr an die buddhistische Lehre glaubte. Als Gautama Buddha das Nirvana erlangte, bekam Skanda den Auftrag das Dharma zu beschützen. Skanda musste die Mitglieder des Sangha beschützen, als sie durch ein Mara gestört wurden. Skanda löste auch Konflikte zwischen Mitgliedern des Sangha. 
Ein paar Tage nach dem Tod und der Verbrennung von Buddha kamen böse Dämonen, um die Reliquien von Gautama zu stehlen. Skanda griff sogleich ein, verjagte die Dämonen  und brachte die Reliquien zurück.

## Jahrestag
Der Jahrestag von Skanda wird am ersten des sechsten Monats des chinesischen Kalenders gefeiert.
Umrechnung in den Westlichen Kalender:
- 2009: 22. Juli
- 2010: 12. Juli
- 2011: 1. Juli
- 2012: 19. Juli
- 2013: 8. Juli
- 2014: 27. Juni
- 2015: 16. Juli
- 2016: 4. Juli
- 2017: 24. Juni